# Республіка Північна Інгрія

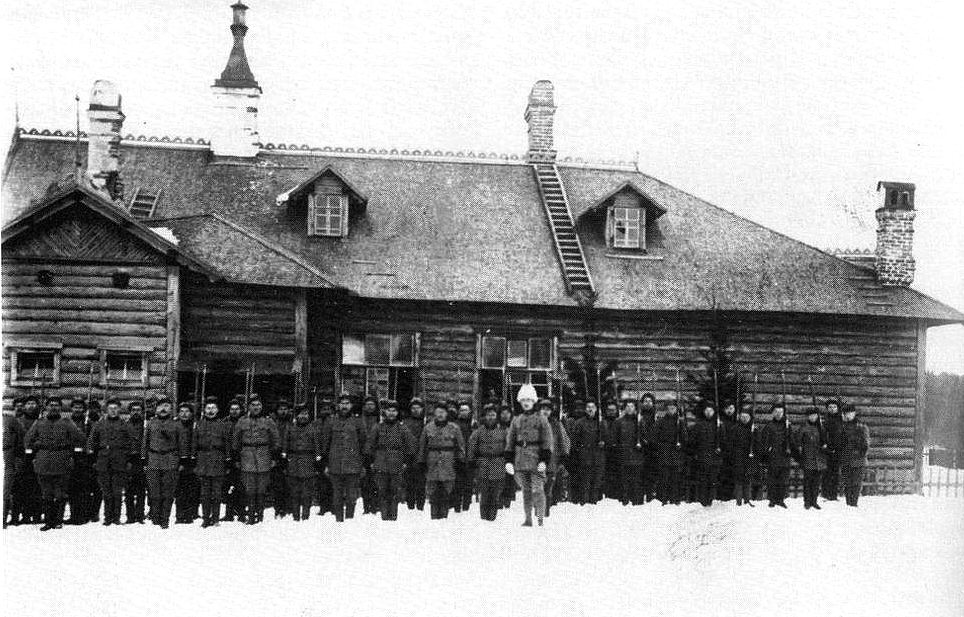
Північно-Інгерманландський полк в Кір’ясало. Попереду командир полку Юрьйо Ельфенгрен. 1920

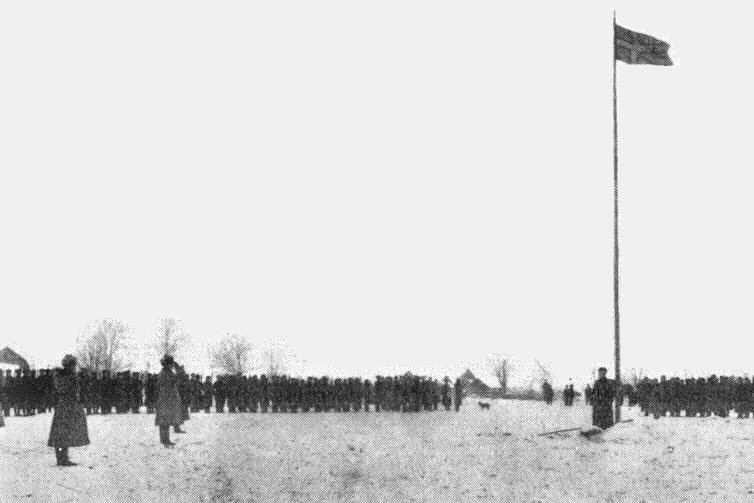
Віддання військових почестей Інгерманландському прапору на прощальному параді в Кір’ясало 06.12.1920 р.

Республіка Північна Інгрія (фін. Pohjois — Inkerin tasavalta) або Республіка Кір’ясало (фін. Kirjasalon tasavalta) невизнане державне утворення на Карельському перешийку, що існувало в період Громадянської війни в Росії (у 1919-1920 роках).

## Історія
Республіка проголосила власну незалежність від Радянської Росії після Жовтневого перевороту та керувала частиною Петроградського повіту Петроградської губернії з 1919 по 1920 роки.
Адміністративним центром було село Кір’ясало.
Навесні 1919 року в російській частині Карельського перешийка за ініціативою фінської секції Петроградського Губкома РКП (б), почалася кампанія по проведенню мобілізації інгермаландського населення в Червону Армію. Інгермаландське селянство ухилялося від мобілізації, на що влада відповіла репресіями — декілька сотень чоловік знищено, а їхнє майно конфісковане.
Каральними акціями керував начальник внутрішньої оборони Петрограду Яків Петерс.
Рятуючися від переслідувань, жителі прикордонних сіл переходили на фінську територію. Усього в районі Рауту (Сосновий) та Раасулі (Горіховий) скупчилися близько трьох тисяч біженців.
11 червня група селян чисельністю 150—200 чоловік захопила місцевість Кір’ясало, що складається зі п’яти близько розташованих сіл (Аутіо, Пусанмякі, Тиканмякі, Уусікюля та Ванхакюля) і митного посту. Спроби більшовицьких прикордонників вибити селян назад потерпіли невдачу.
Фактично «Кір’ясальский виступ», площею близько 30 км², знаходиться в 50 кілометрах від Петрограду, відокремився від Радянської Росії.
9 липня в Рауту відбулися збори біженців, у яких узяло участь близько 400 чоловік. На зборах обраний Тимчасовий комітет Північної Інгрії (фін. Pohjois — Inkerin Hoitokunta) та проголошена ідея створення незалежної Інгрії. Ця заява в першу чергу продиктована реакцією на репресії більшовицького режиму, до цього висувалися пропозиція широкої національної автономії.
За недовгий час свого існування, республіка Північна Інгрія створила усі необхідні державні атрибути: герб, прапор, гімн, армію, флот, військову форму, військові нагороди (Хрест Білої Стіни та Хрест Учасника Визвольної Війни), суд, газету («Кір’ясалон саномат»), пошту та поштові марки.
Після укладення в 1920 році Тартуського мирного договору, територія республіки опинилася у складі РРФСР, 6 грудня спущено державний прапор та цього самого дня населення села Кір’ясало пішло до Фінляндії.
Територія колишньої республіки в 1927 році увійшла в знову утворений Куйвозовський фінський національний район із центром в селі Куйвозі (з 1930 року в селищі Токсово). У 1939 році територія приєднана до Парголовського району.

## Голови державної ради
- 9 липня 1919 — вересень 1919 — Сантері Термонен
- 14 вересня 1919 — листопад 1919 — Юхо Пекка Кокко
- 16 листопада 1919 — травень 1920 — Юрьйо Ельфенгрен
- червень 1920 — 6 грудня 1920 — Юка Тирранен

## Ілюстрації

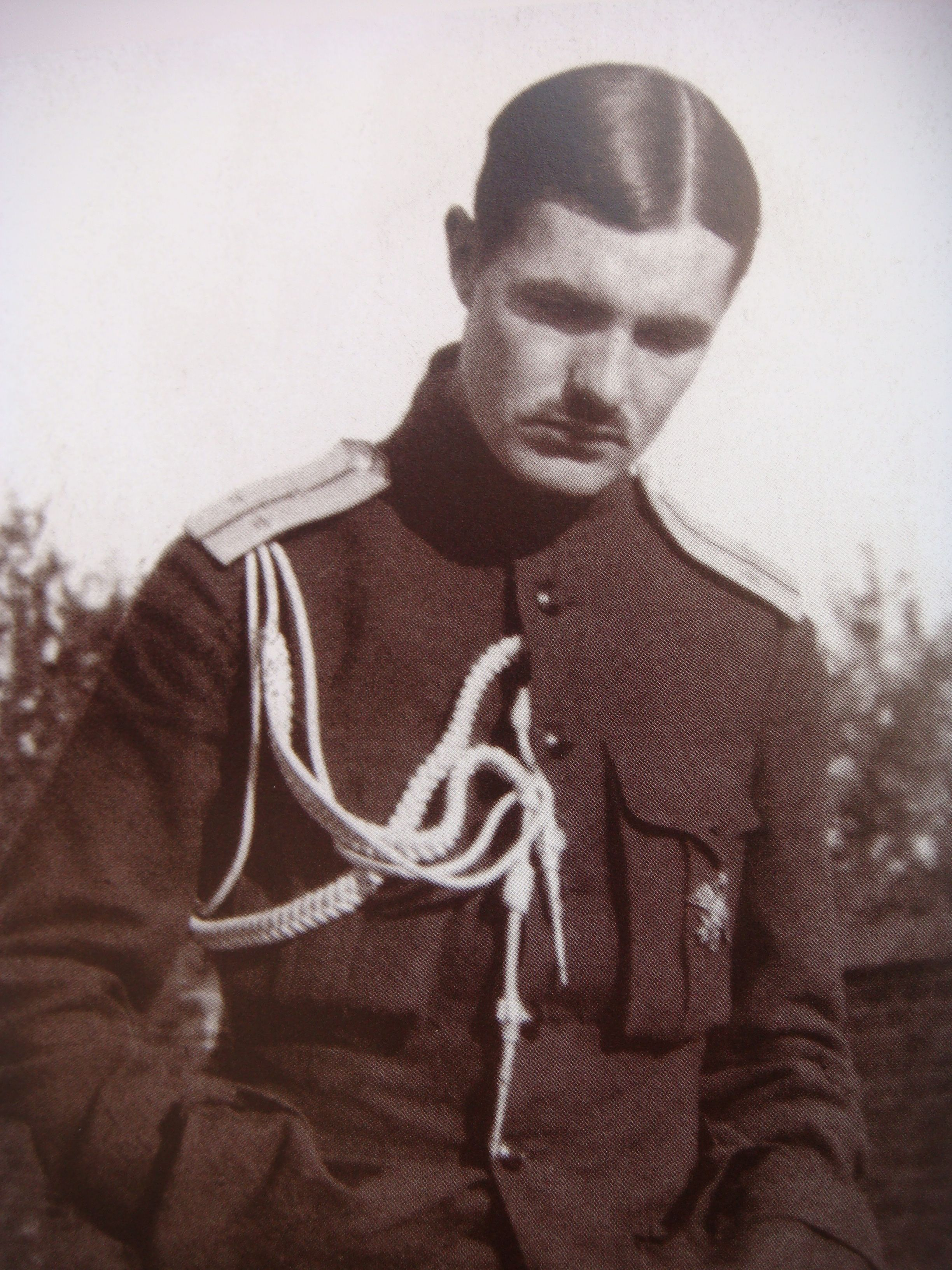
Юрьйо Ельфенгрен. Голова республіки Північна Інгрія у 1919-1920 рр.
Нарукавна нашивка бійців армії Північної Інгрії.
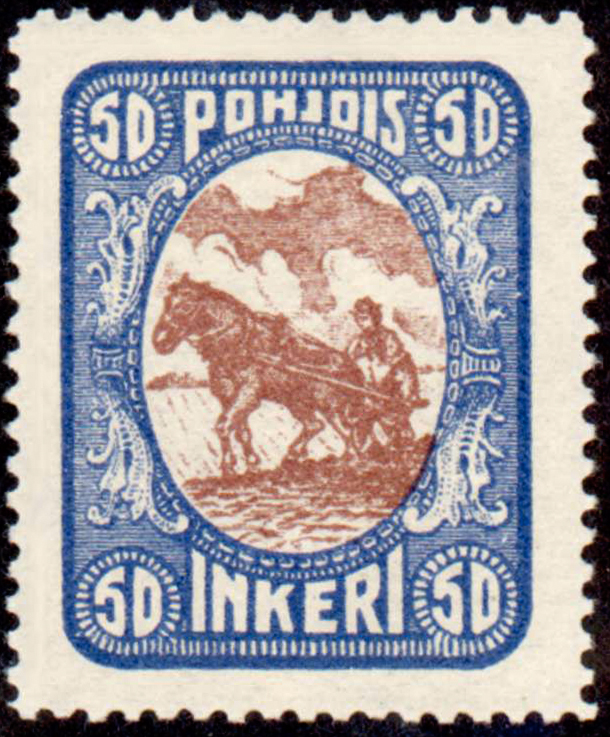
Поштова марка Північної Інгрії другого випуску 1920 р.
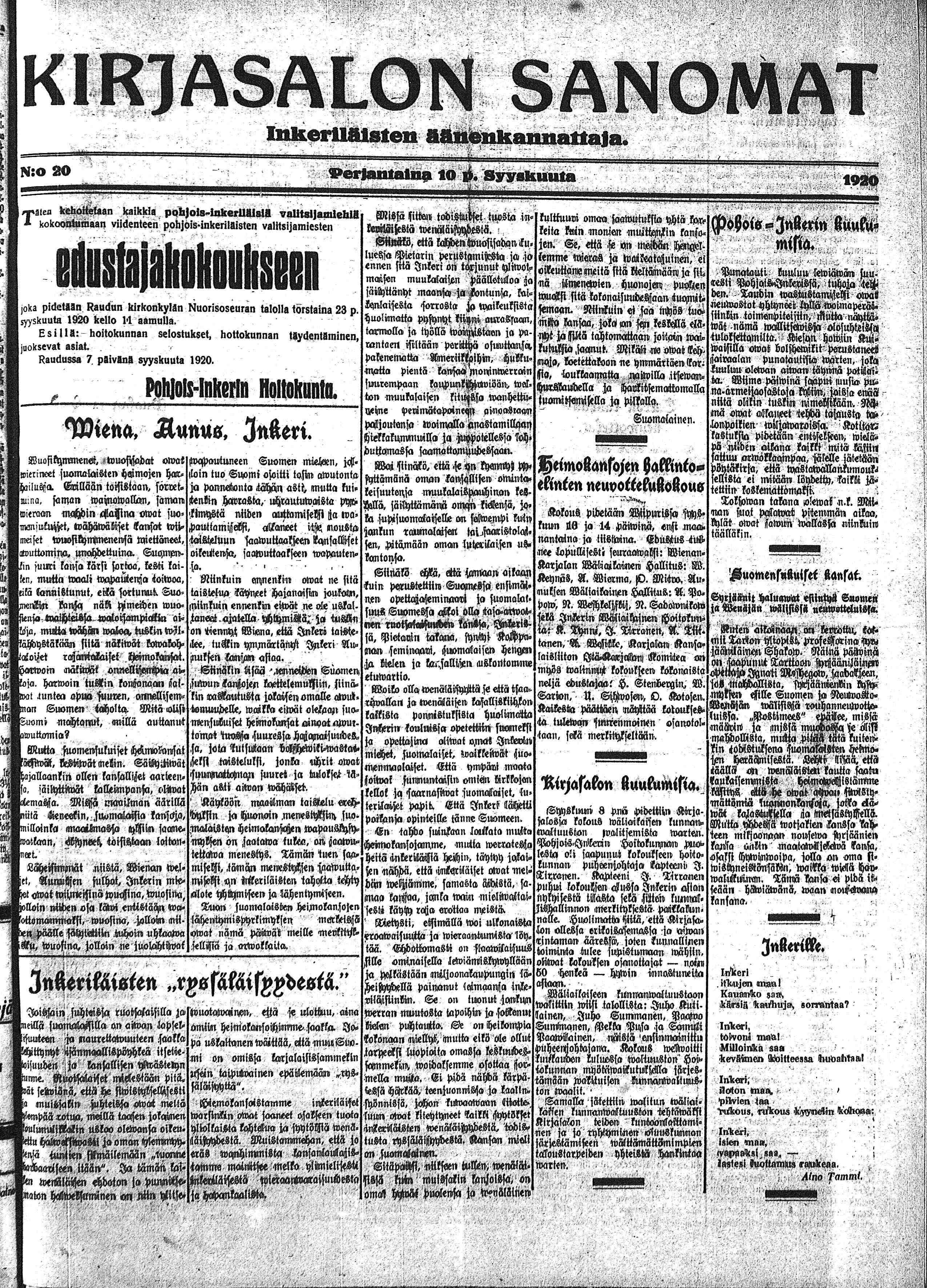
Газета "Kirjasalon Sanomat", 1920 р.
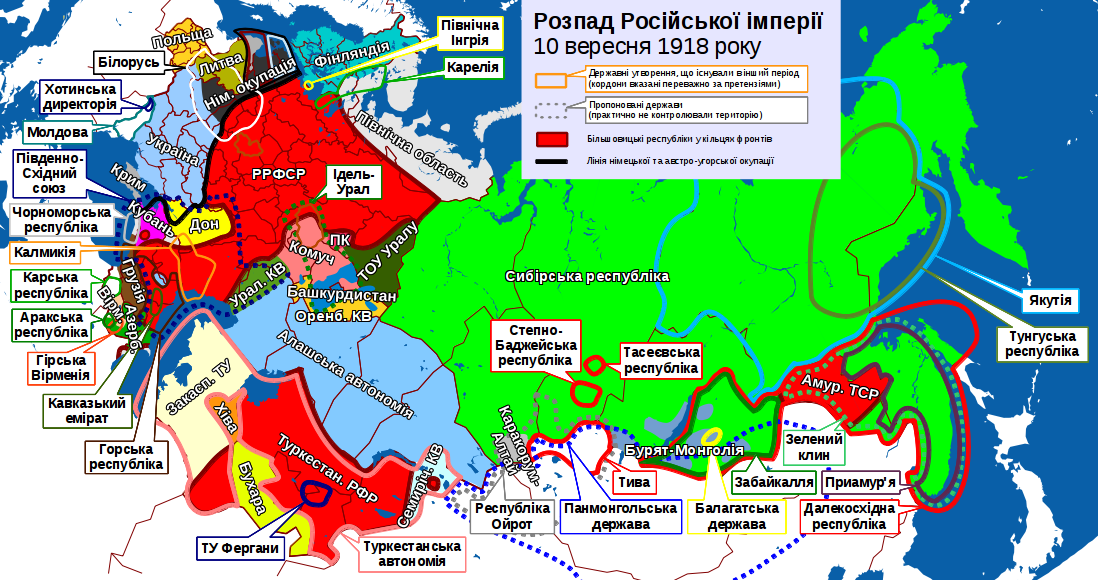
Північна Інгрія на карті розпаду Росії